# Céramique de type lajvardina

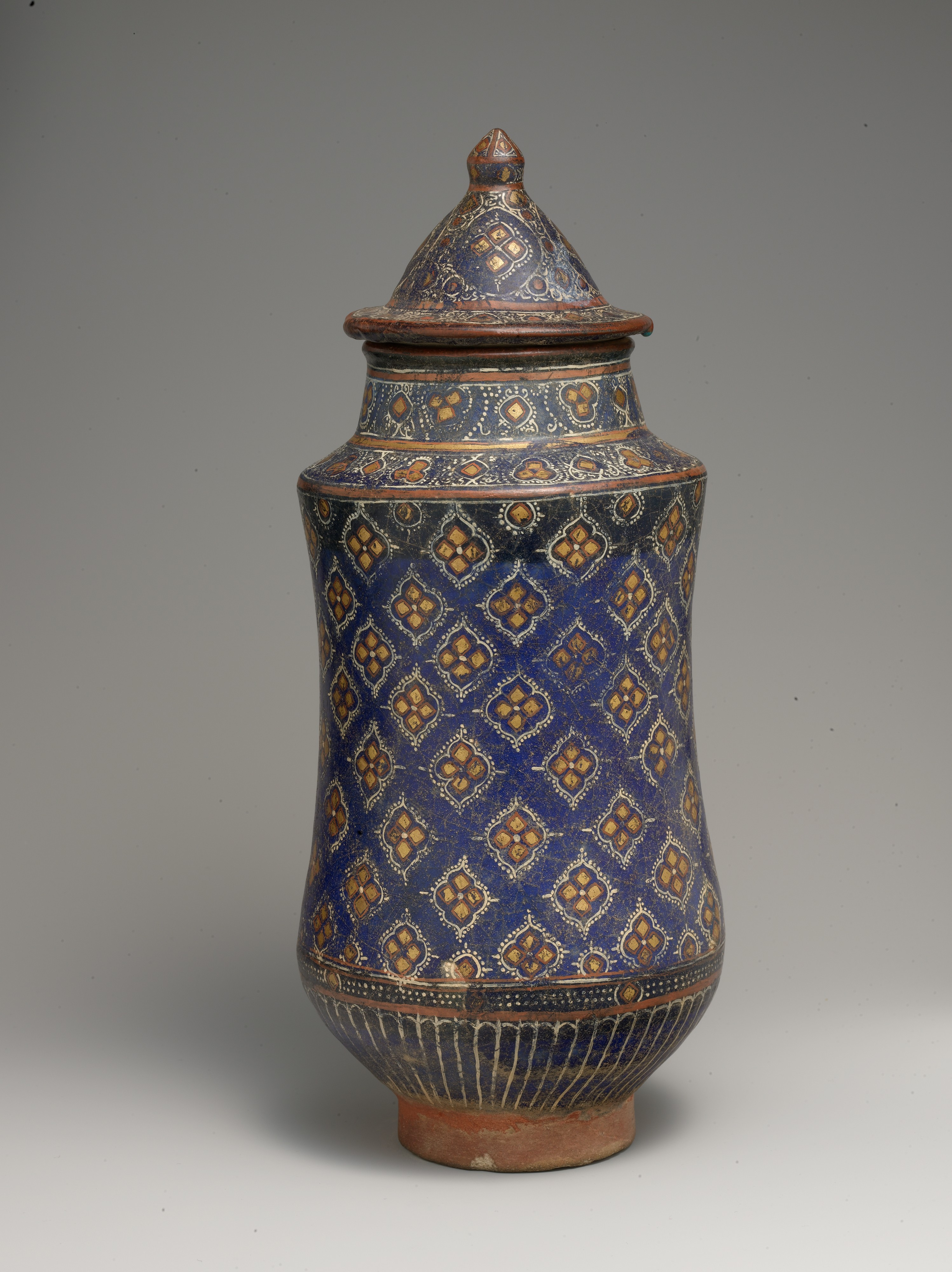
Albarelle, Iran, seconde moitié du XIIIe siècle- XIVe siècle, Metropolitan Museum of Art.

La céramique de type lajvardina est une céramique  développée, sur les carreaux et les pièces de forme, à l'époque de la domination mongole sur l'Iran au XIIIe siècle et XIVe siècle sous le règne des Ilkhanides. Elle se caractérise essentiellement par une glaçure proche du bleu de cobalt.

## Étymologie
Le terme "lajvardina" désigne, en perse, le lapis lazuli, roche de couleur bleue, entre l’azur et l’outremer.

## Datation
La datation peut être déterminée à partir du célèbre traité d'Abu'l Qasim al-Kashani qui, descendant d'une grande lignée de potiers, compose en 1301 un ouvrage qui donne des recettes (pour la pâte siliceuse notamment) et  des techniques de décor et de cuisson. À cette date, les potiers de Kachan semblent produire de la céramique de type lajvardina, dont la production commence sans doute avant 1301, comme le suggèrent les pièces découvertes à Takht-e Suleiman, lors des fouilles conduites dans le palais d'Abaqa (r. 1265-1281 J.-C.).
Selon Colomban, des lajvardina continuent à être produits sous les Timourides (XIVe siècle) et les Safavides (XVe au XVIe siècle).

## Description

### Couleurs

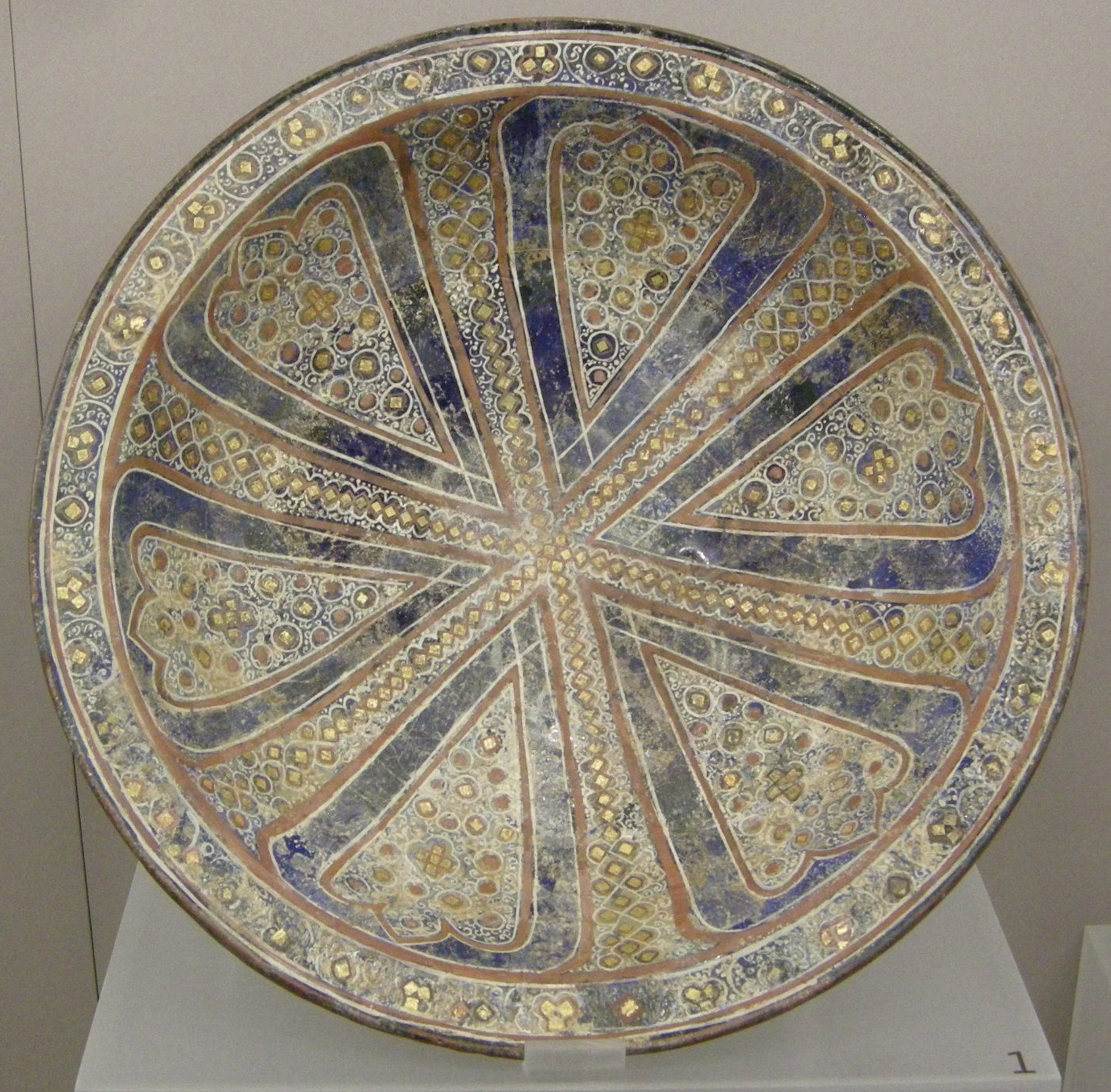
Bol de type lajvardina à composition radiale, XIIIe siècle- XIVe siècle, Musée d'Art oriental de Turin

La conquête mongole de l'Iran voit disparaître les scènes illustrées  des céramiques haft-rang (ou minaï)  pour laisser la place à des compositions plus denses, peintes également sur glaçure, généralement  bleu foncé ou bleu turquoise. Les autres couleurs  utilisées (moins nombreuses que dans le minaî)  sont le blanc, le rouge, le noir et on observe une utilisation large de feuilles d'or souvent découpées en petits losanges,. Le lajvardina perpétue chez les Mongols les techniques de petit feu et de la double cuisson de la céramique minaï, une technique longuement décrite dans le traité d'Abu'l Qasim.

### Décor
La décoration des céramiques lajvardina est presque exclusivement non figurative. On rencontre cependant des décors (en forme de croix ou d'étoile) avec des phénix et des dragons (carreaux de revêtement du palais de Takht-e Suleiman), des phénix aux ailes déployées sur des pièces de forme, des oiseaux en vol, des frises de poissons. De manière générale, on observe des compositions végétales où le feuillage en forme de losanges dorés apparaît sur un fond de rinceaux blancs vermiculé. Selon Soustiel, un tiers environ des pièces de forme de type lajvardina sont des compositions de type radiale.

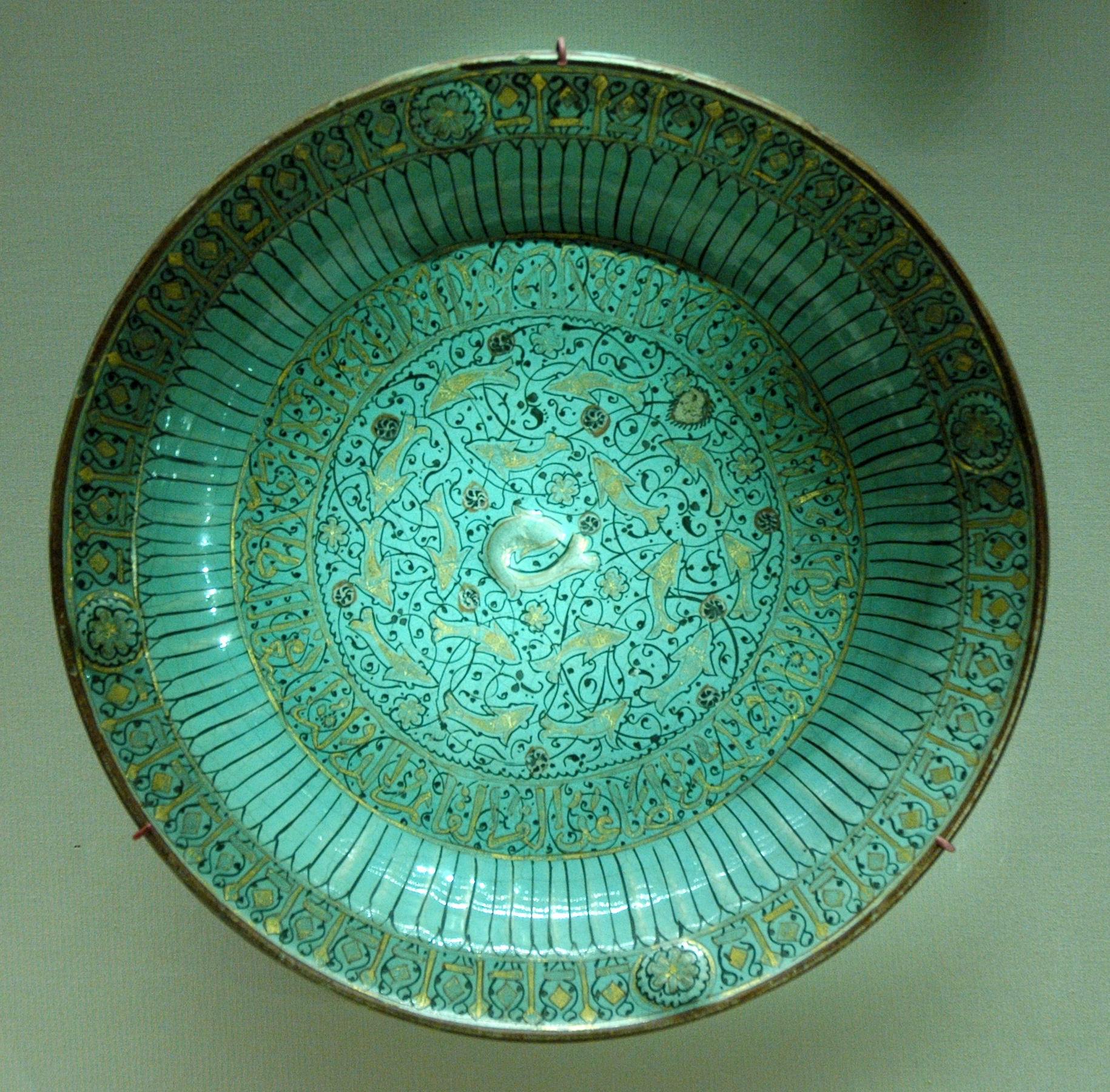
Plat à la ronde de poissons, fin du XIIIe siècle- début du XIVe siècle, musée du Louvre

La céramique de type lajvardina est utilisée vers 1334 pour les revêtements du mausolée de Qutham ibn Abbas dans la nécropole de Chah-e-Zindeh, près de Samarcande.
Soustiel classe le plat à la ronde de poissons (voir ci-contre) du musée du Louvre dans la catégorie des lajvardina, plat sur fond de glaçure vert turquoise avec des réhauts d'or, inspiré des céladons  de l'époque. Pour Delphine Miroudot, ce plat est unique parmi la production recensée de lajvardina.

## Localisation de la production
Kachan apparait comme le centre principal (et certain) de production de ce type de céramique. Soustiel émet des hypothèses supplémentaires (Saveh, Sultanabad).

## Utilisation du lapis-lazuli

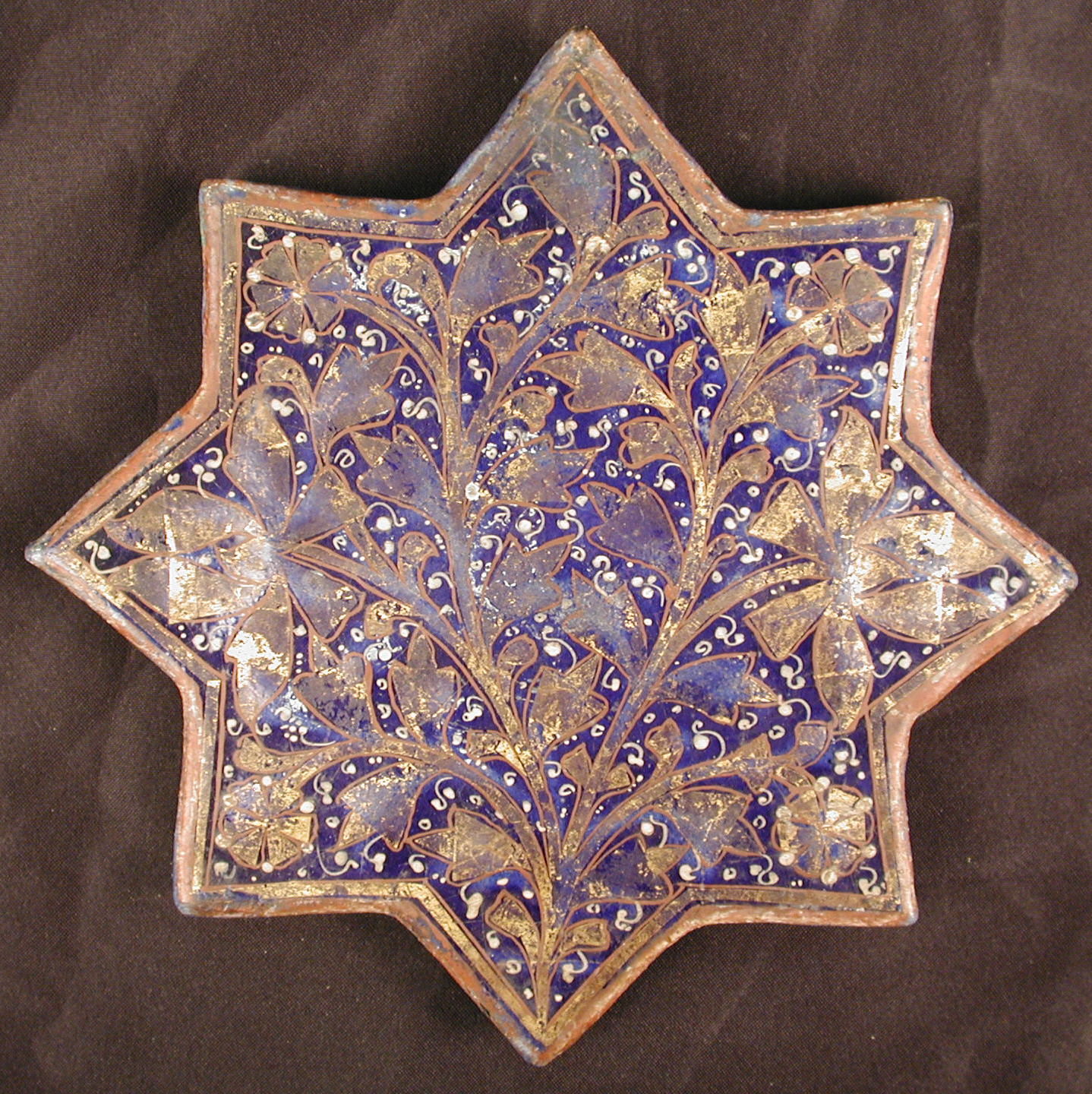
Carreau en forme d'étoile, seconde moitié du XIIIe siècle- XIVe siècle, Metropolitan Museum of Art

Si les spécialistes s'accordent  généralement à penser que  le cobalt est un matériau largement utilisé pour obtenir la couleur bleue de la glaçure, Philippe Colomban montre la présence de lapis-lazuli  lors de l’analyse d’un tesson provenant d’une verseuse iranienne du XIIIe siècle.